# Jasmin Nazić
Jasmin Nazić (* 18. Januar 1992 in der SFR Jugoslawien) ist ein slowenischer Fußballspieler auf der Position eines Abwehrspielers.

## Vereinskarriere

### Karrierebeginn beim NK Triglav Kranj
Nazić spielte bereits in seiner Kindheit beim NK Triglav Kranj aus der viertgrößten slowenischen Stadt Kranj. In der Saison 2006/07 trat er noch für dessen U-15-Mannschaft in Erscheinung und agierte in dieser mit zehn Toren aus 24 Ligapartien als torgefährlicher Offensivspieler. Anzumerken ist, dass er dabei in fünf Spielen im Doppelpack traf. In derselben Saison saß er bereits auf der Ersatzbank der Mannschaft mit Spielbetrieb in der 1. Slovenska kadetska liga, kam jedoch nicht zum Einsatz. In der darauffolgenden Spielzeit 2007/08 war er bereits zur Stammkraft seines Teams in der 1. Slovenska kadetska liga aufgestiegen, wobei er in 22 Partien drei Tore beisteuerte. 2007/08 kam er erstmals zu einem Kurzeinsatz in der 1. Slovenska mladinska liga, der höchsten slowenischen Juniorenfußballliga. In der darauffolgenden Saison präsentierte sich Nazić ähnlich wie in der vorangegangenen. Bei 24 Ligaeinsätzen in der 1. Slovenska kadetska liga kam er auf sieben Treffer und absolvierte erneut ein Spiel in der 1. Slovenska mladinska liga. 2009/10 schaffte der junge Nachwuchsspieler den Durchbruch in der 1.-SML-Mannschaft und konnte bei 19 Einsätzen drei Tore erzielen. Auch in der darauffolgenden Saison 2010/11 gehörte er noch dieser Jugendmannschaft an, kam aber nur mehr zu elf – für ihn persönlich torlosen – Meisterschaftseinsätzen. Dabei wurde er erst ab der 20. Runde regelmäßig eingesetzt und gehörte in den ersten beiden Dritteln der Saison kaum zum Aufgebot der Juniorenmannschaft.
Nachdem er am 4. März 2012 bei einem 2:1-Sieg über den Tabellenführenden NK Maribor erstmals in einem Ligaspiel des zu diesem Zeitpunkt Tabellenletzten NK Triglav Kranj uneingesetzt auf der Ersatzbank saß, kam er nur wenige Wochen danach zu seinem Profidebüt für die Kranjer. Zwischenzeitlich wieder in zwei weiteren Partien uneingesetzt auf der Ersatzbank setzte ihn sein Trainer Siniša Brkić bei einer 0:2-Heimniederlage gegen den FC Koper über die vollen 90 Minuten als Linksverteidiger ein. In den folgenden Spielrunden saß er aberwechselnd auf der Ersatzbank oder gehörte nicht zum Profikader. Erst in zwei Ligaspielen Ende April 2012 wurde er von Brkić wieder eingesetzt. Auch im letzten Saisonspiel 2011/12 kam er zum Einsatz. Als Mannschaft mit der schlechtesten Tordifferenz beendete der NK Triglav Kranj die Saison auf dem neunten und damit vorletzten Tabellenplatz, woraufhin er in die Relegation gegen den NK Don, den Zweitplatzierten der Druga Slovenska Nogometna Liga musste. Nach den beiden Relegationsspielen, bei denen Nazić im Rückspiel eingesetzt wurde, hätte der Verein in die zweite slowenische Liga absteigen müssen. Da jedoch der Verein aus dem Dorf Dob bei Domžale aus finanziellen Gründen nicht aufsteigen durfte, verblieb der NK Triglav Kranj weiterhin in der höchsten Fußballliga Sloweniens.
In der Saison 2012/13 fand er kaum mehr Berücksichtigung; Nazić war zu Beginn der Saison des Öfteren im erweiterten Kader zu finden, wobei Nazić auch zu einem Kurzeinsatz kam, jedoch entschied sich der Verein dazu, den Defensivakteur mit Saisonstart der dritten slowenischen Liga auf Leihbasis an den lokalen Amateurklub NK Zarica Kranj abzugeben. Beim Amateurklub, der seit Ende der 1990er Jahre – mit einer Ausnahme – immer in der Drittklassigkeit vertreten war, konnte Nazić wieder regelmäßige Einsätze verzeichnen. Am 21. April 2013 kam er wieder in die Profimannschaft des NK Triglav Kranj zurück und absolvierte 54 Minuten bei einem 2:2-Auswärtsremis gegen den NK Aluminij. In den drei nachfolgenden Partien wurde Nazić wieder aus dem Kader gestrichen. Zum Saisonende saß er in vier der letzten fünf Ligapartien uneingesetzt auf der Ersatzbank, dadurch brachte er es zu keinen weiteren Einsätzen mehr. Um weitere Spielpraxis zu sammeln, wurde Nazić abermals an den NK Zarica Kranj verliehen. In 18 Ligaspielen, die er in der Saison 2012/13 in der dritthöchsten slowenischen Fußballliga absolvierte, erzielte er sechs Tore.

### Wechsel in den österreichischen Amateurfußball
Aufgrund seiner Leistung wurde er noch vor Beginn der Spielzeit 2013/14 fix vom slowenischen Drittligisten übernommen und avancierte zum Stammspieler des kleinen Vereines. In 22 von 24 möglich gewesenen Ligaeinsätzen kam Nazić fünf Mal zum Torerfolg und rangierte mit seiner Mannschaft am Saisonende mit sieben Punkten Rückstand auf den NK Tolmin auf dem zweiten Platz der West-Staffel der zweigleisigen Drittklassigkeit. Noch bevor der Klub in der darauffolgenden Saison als Meister seiner Staffel in die Druga Slovenska Nogometna Liga aufstieg, wechselte Nazić nach Österreich, wo er anfangs von der zweiten Mannschaft des damaligen Bundesligisten SV Grödig unter Vertrag genommenen wurde. Bei der Amateurmannschaft mit Spielbetrieb in der viertklassigen Salzburger Liga absolvierte er 24 von 30 Ligaspielen und erzielte ein Tor. Im Endklassement rangierte er mit seinem Team mit 23 Punkten Rückstand auf den klaren Aufsteiger, der Spielgemeinschaft der Amateure des FC Red Bull Salzburg und dem neugegründeten USK Anif, auf dem zweiten Tabellenplatz. Nachdem die besagte Spielgemeinschaft nach dem erfolgreichen Aufstieg aufgelöst worden war, wechselte er im Sommer 2015 zum nunmehr in der Regionalliga West spielenden USK Anif.
Dort kam er in den ersten drei Spielen der Saison 2015/16 für das Regionalligateam als rechter Außenverteidiger zum Einsatz, verletzte sich jedoch im dritten Spiel, beim 4:2-Sieg über den FC Kitzbühel, sodass er bis zur Winterpause verletzungsbedingt ausfiel. In dieser wechselte Nazić innerhalb der Regionalliga West zum FC Kufstein, was der damalige Anif-Obmann und -Sektionsleiter Christian Fuchs damit begründete, dass Nazić mit seinen Einsatzzeiten unzufrieden war. Zwischen Mitte September und Anfang Oktober absolvierte er auch vier Ligapartien für die Ib-Mannschaft des Klubs, kam dann aber auch für diese bis zur Winterpause nicht mehr zum Einsatz. In Kufstein entwickelte sich der Slowene in weiterer Folge rasch zu einem Stammspieler in der Abwehrreihe und brachte es auf neun aufeinanderfolgende Meisterschaftseinsätze, ehe er ab der 26. Spielrunde nicht mehr zum offiziellen Kader der Kufsteiner gehörte. Im dicht gestaffelten Endklassement belegte der FC Kufstein den elften Tabellenplatz und war damit nur einen Punkt von einem Abstiegsplatz entfernt.
In die Saison 2016/17 startete Nazić wieder als Stammspieler der Regionalligamannschaft unter dem aus Deutschland kommenden Trainer Christian Schaider und blieb dies auch als Martin Hofbauer das Traineramt Mitte August 2016 übernahm. Über den gesamten Saisonverlauf hinweg absolvierte Nazić 22 von 30 möglichen Ligaspielen und wurde zudem im einzigen Spiel seiner Mannschaft ÖFB-Cup 2016/17, der 1:4-Erstrundenniederlage gegen die SV Ried, eingesetzt. Am Saisonende belegte der FC Kufstein den siebenten Tabellenplatz in der Regionalliga West. In der Sommerpause vor der Saison 2017/18 kam es für Nazić erneut zu einem weiteren Vereinswechsel. Der SV Grödig nahm ihn erneut für seine zweite Mannschaft auf, gab ihm aber die Möglichkeit, sich in seiner mittlerweile
drittklassigen ersten Mannschaft zu beweisen. So saß Nazić am 12. August 2017 erstmals uneingesetzt auf der Ersatzbank des Regionalligateams, kam aber in dieser Zeit vorwiegend für die zweite Mannschaft in der fünftklassigen 1. Landesliga Salzburg zum Einsatz bzw. absolvierte überhaupt keine Spiele und gehörte weder der ersten noch der zweiten Mannschaft an. Über die gesamte Saison 2017/18 hinweg brachte er es lediglich auf drei Einsätze in der Regionalliga West, sowie auf fünf Einsätze und ein Tor in der 1. Salzburger Liga. In der Saison 2018/19 gehörte der Slowene ebenfalls dem SV Grödig an, absolvierte jedoch bis zur Winterpause nur neun Meisterschaftsspiele für das Regionalligateam des Klubs und verließ den Verein noch vor dem Start ins Frühjahr. In der Vorbereitung auf ebendieses kam er noch in Testspielen zum Einsatz, verletzte sich jedoch beim letzten Testspiel gegen den SK Strobl so schwer am Knöchel, dass er für mehrere Monate verletzungsbedingt ausfiel. Auf der offiziellen Webpräsenz von transfermarkt.de wurde gar von einem Karriereende des slowenischen Defensivakteurs geschrieben. Für Grödig kam er jedenfalls nicht weiter zum Einsatz.

## Nationalmannschaftskarriere
Im Jahre 2007 wurde Nazić erstmals in eine Nachwuchsnationalmannschaft des slowenischen Fußballverbandes einberufen. Für die slowenische U-15-Nationalmannschaft absolvierte er am 20. November 2007 bei einer 0:1-Niederlage gegen Tschechien sein erstes und einziges U-15-Länderspiel. Ein knappes halbes Jahr später wurde er in den slowenischen U-16-Nationalkader geholt und absolvierte Ende April 2008 Länderspiele gegen die Alterskollegen aus Italien  und Mexiko. Etwa einen Monat später folgten zwei weitere freundschaftliche Länderspieleinsätze gegen die gleichaltrige Mannschaft aus Ungarn.